# Marguerite Soubeyran
Marguerite Soubeyran, née le 29 avril 1894 à Dieulefit dans la Drôme et morte dans la même ville le 16 novembre 1980, est une pédagogue, cofondatrice – avec Catherine Krafft –  de l’École de Beauvallon à Dieulefit. En 1969, elle est reconnue Juste parmi les nations pour avoir protégé des enfants juifs lors de la Seconde Guerre mondiale.

## Biographie
Elle est issue d’une vieille famille protestante de Dieulefit, fille d'Ovide Soubeyran et de Marie Poulin, cinquième enfant et unique fille. Son père est cadre aux filatures Morin.
Elle commence par faire des études d’infirmière rue Amyot à Paris et c’est là qu’elle se crée un réseau de relations et d’amies, qu'elle conserve toute sa vie, dont Jeanne Rivard, Madeleine Arcens, Alice Beaumet, la psychanalyste Blanche Reverchon, épouse de Pierre Jean Jouve et Claire Bertrand, épouse du peintre Willy Eisenschitz.
Malade et sans argent, de retour à Dieulefit, elle prend conscience et déplore le manque d’établissement de repos de qualité. Grâce au soutien  de ses frères, elle transforme une ferme familiale en maison de repos : la Pension des Tilleuls, dans le quartier de Beauvallon, qui ouvre ses portes en 1917. Elle est rejointe et aidée par son amie Jeanne Rivard. Celle-ci assure la direction de la maison pendant que Marguerite repart entreprendre, à Genève en 1927, une formation à l’Institut Jean-Jacques Rousseau, dans le but de s’occuper d’enfants en difficulté.
C’est là, à Genève, que Marguerite fait la connaissance de Catherine Krafft, qui la suit en France quand l’idée de la création d’une École nouvelle à Dieulefit se concrétise. Elles fondent en 1929 l'École de Beauvallon, qui accueille des enfants « blessés de la vie » et restent en prise directe avec les grands courants pédagogiques de l'éducation nouvelle. 
Pendant la Seconde Guerre mondiale, elle abrite à l'école des enfants juifs envoyés par l'Œuvre de secours aux enfants. Le 18 février 1969, Marguerite Soubeyran, conjointement avec Simone Monnier, est reconnue Juste parmi les nations par Yad Vashem.
Elle adopte deux enfants, un garçon et une fille : Fernand Soubeyran dit « Dadou » et Claudine Soubeyran.
Elle est la sœur de Daniel Soubeyran et la tante du chanteur et comédien François Soubeyran, un des membres du quatuor vocal les Frères Jacques. 
Marguerite Soubeyran meurt le 14 novembre 1980, à Dieulefit.

### Dans la culture
- Valérie Paturaud, Nézida, Éditions Liana Levi, 2020, 185 p.  (ISBN 979-10-349-0256-9) récit dont elle est un personnage historique